# Bubo capensis
El búho del Cabo (Bubo capensis) es una especie de búho de la familia Strigidae. Su área de distribución se extiende sobre la zona oriental de África, desde Etiopía y Eritrea al norte hasta Sudáfrica al sur.

## Taxonomía
Se ha considerado que esta especie podría no ser más que una subespecie del búho real (Bubo bubo) pero no parece que estén tan estrechamente relacionados. También se ha sugerido que la subespecie mackinderi sea considerada una especie propia pero las diferencias entre ellas no son las suficientes. Se reconocen tres subespecies: 
- B. c. dillonii (Des Murs & Prévost, 1846) vive en las montañas de Etiopía y el sur de Eritrea.
- B. c. mackinderi (Sharpe, 1899) desde el centro de Kenia bajando por el África oriental hasta Zimbabue y Mozambique.
- B. c. capensis (A. Smith, 1834) distribuido por Sudáfrica y Namibia.

## Descripción
Es uno de los búhos más grandes de África aunque es de tamaño moderado si lo comparamos con otras especies del género Bubo. Puede llegar a medir entre 46 y 58 cm de longitud, pesar entre 900 y 1800 g y tener unas alas que alcanzan la envergadura de 125 cm. Las hembras son más grandes que los machos. Este búho es de color marrón oscuro en la espalda salpicado con manchas más claras. Tiene prominentes penachos de plumas que parecen orejas y ojos de tonos amarillos o anaranjados. El pecho es marrón más pálido cubierto con marcas blancas, negras y color crema. El disco facial es de color marrón grisáceo, con un marco distintivo negro o marrón oscuro que se ensancha hacia el cuello. Tanto las plumas de la cola como las de las alas alternan barras de color marrón claro y oscuro. 

## Distribución y hábitat
El área de distribución abarca gran parte del sur de África así como zonas en Kenia, Tanzania y zonas montañosas de Etiopía y Eritrea. Vive en zonas montañosas, colinas y zonas rocosas cubiertas con bosque y matorrales. Suelen aventurarse en busca de caza en sabanas y praderas e incluso dentro de los asentamientos humanos. Vive entre los 2.000 y 4.200 m de altitud.

## Comportamiento
El búho del Cabo es un ave generalmente nocturna, pero se puede ver ocasionalmente después del amanecer o antes del atardecer. Descansa durante el día entre rocas, en grietas de acantilados, protegidos a la sombra de salientes de rocas, a veces en árboles con follaje denso, o incluso en el suelo debajo de un arbusto. También puede posarse en edificios si están cerca. Las parejas a menudo se posan juntas, especialmente antes de la temporada de reproducción.
Se alimenta de pequeños mamíferos como roedores y musarañas aunque llegan a cazar hasta liebres. También se alimenta de aves, reptiles, ranas, escorpiones, cangrejos e insectos grandes. La caza la realiza desde una percha donde se encuentra posada, desde allí desciende planeando y mata a su víctima con sus poderosas garras y le muerde la cabeza.
Normalmente se reproduce una vez al año, a veces solo en años alternos. Los búhos del Cabo son aves territoriales, con territorios relativamente grandes. El macho reclama el territorio ocupado cantando. Durante el cortejo, el macho se inclina hacia arriba y hacia abajo frente a la hembra, que permanece quieta y silenciosa, además emite gritos rítmicos mostrando su garganta blanca inflada en secuencia rápida. Construye el nido bajo algún saliente roca, en la entrada de una cueva, entre rocas o incluso en el suelo debajo de un arbusto. A veces usa nidos de pájaros más grandes en árboles o arbustos altos. Normalmente se ponen entre 1 y 3 huevos blanco.  La incubación la realiza sólo la hembra y dura entre 34 y 38 días, durante los cuales el macho la alimenta. Las crías eclosionan a intervalos de hasta 4 días. Sus ojos se abren cuando tienen 6-8 días de edad. La hembra cría a los polluelos, alimentándolos con pequeñas presas traídas al nido por el macho. A los 17 días de edad, la hembra puede dejar a las crías solas por un tiempo, y a las 3-4 semanas, ya no se queda en el nido con ellas, sino que permanece cerca, al igual que el macho durante el día. Los jóvenes comienzan a alejarse del nido a los 45 días de edad. Alrededor de 70-77 días pueden volar bien. Los cuidan hasta una edad de aproximadamente 6 meses. La madurez sexual se alcanza durante el año siguiente.

## Conservación
El búho del Cabo está clasificado por la IUCN como preocupación menor debido a que ocupa un área de distribución amplia y a que su población permanece estable sin ningún peligro importante que amenace su supervivencia. La población total de esta especie no ha sido cualificada pero no es rara de observar en algunas partes de su rango.